# チャールズ・ベッカー
チャールズ・ベッカー（Charles Becker, 1870年7月26日 - 1915年7月30日）は、アメリカ合衆国の警察官。1890年代から1910年代にかけてニューヨーク市警察に勤務した。最終階級は警部補。
ベッカーの名はマンハッタンの賭博師ハーマン・ローゼンソールの殺害について有罪判決を受けたことで知られる。さらにローゼンソール事件裁判の後、彼はアメリカにおいて殺人犯として死刑に処された最初の警察官となった。進歩主義時代のニューヨークにおいて、ベッカーにまつわる一連のニュースは最も注目されていた話題の1つであった。

## 若年期
1870年、チャールズ・ベッカーはニューヨーク州の田舎町カリクーンに暮らすドイツ系アメリカ人の家に生を受けた。1890年、ニューヨーク市に引っ越し、しばらくの間はバワリー通りにてビアホールの用心棒(bouncer)などとして働いていた。1893年11月、ニューヨーク市警察にて警察官として採用される。1896年秋、ブロードウェイで名の知られた売春婦ルビィ・ヤング(Ruby Young)、通称ドラ・クラーク(Dora Clark)を逮捕した事により、ベッカーの名は全米で注目されることとなる。この事件に関するベッカーの悪評を生み出したのは、ヤングの友人で『赤い武功章』などの著書で知られる作家スティーヴン・クレインであった。逮捕翌日に開かれたヤングの審問会において、クレインは前へ進み出るとヤングの擁護を始めたのである。
人気作家であったクレインの訴えはヤング側に対して大きく有利に働き、最終的に下級判事(Magistrate)のロバート・C・コーネル(Robert C. Cornell)は訴えを却下したのである。その後、クレインは記者団に対して「彼女があのお巡りを偽証で訴えようとするのなら、私は喜んで支援しよう」と語っている。この裁判から3週間後、ヤングはベッカーを偽証の罪で訴えた。ベッカーは自らが非常に不利な情勢にある事を確信し、3つの対処を試みた。すなわち、最初の事件に関する証拠集めを徹底し、経験豊富な弁護士ルイス・グラントを雇い、同僚警官らの支持を募ったのである。1896年10月15日、彼は自らの支持者たる警官隊を率いて裁判所に現れた。裁判長を務めていたフレデリック・グラント（グラント大統領の息子）はわずか5時間の審査の後、ベッカーに無罪を言い渡した。

## 改革運動
1902年から1903年にかけて、ベッカーはパトロール巡査の3個小隊制度(Three Platoon System)の導入にまつわる運動を主導した。この制度を導入することで個々の警官らの労働時間を大幅に減少させることが期待された。1906年、彼はマックス・シュミットベーガー(Max Schmittberger)の汚職に関する調査を担当する市警本部外の特捜班に移った。シュミットベーガーは警察腐敗に関する調査を担当していた警察幹部で、1894年のレクソウ委員会にて汚職に関する詳細な証言を行って以来、ニューヨーク市警の警官ほとんどに嫌われていた。ベッカーの働きもあり、シュミットベーガーは起訴され裁判で裁かれる事となった。当時の副警察委員長(Deputy Police Commissioner)、ラインランダー・ワルドはこの事件におけるベッカーの働きを高く評価していた。1911年、ワルドは警察委員長(Police Commissioner)に任命され、その際に警部補に昇進していたベッカーを市内に3つ設置されていた風紀対策班(anti-vice squads)のうちの1つの班長に任命した。

## 犯罪活動
ベッカーはその立場を利用し、マンハッタン各地で闇賭博や売春を行っている者に対し商売を見逃す引き換えに法外な賄賂を要求していた疑いがある。後の捜査によれば、ベッカーが受け取った賄賂は総額100,000ドルにもなったという。賄賂のうち何割かは別の警官や政治家にも渡された。1912年7月、『ニューヨーク・タイムズ』紙は賭博師ハーマン・ローゼンソールの証言を元に、彼の違法賭博場がベッカーら3人の刑事によるゆすりで破産しかかっているという記事を掲載した。それから2日後、ローゼンソールはホテル・メトロポールを出てタイムズスクエアの方へと歩いていた。その時、ロワー・イースト・サイドを縄張りとするユダヤ系ギャングの構成員が現れ、彼を射殺したのである。マンハッタンの地方判事(District Attorney)であったチャールズ・S・ホイットマンはローゼンソールの証言を元にベッカーの汚職を暴こうとしていた人物で、彼はローゼンソールを射殺したギャングはベッカーの指示を受けていたのだと信じて周囲にも公言していた。やがて大衆からの抗議が強くなると、ベッカーはブロンクス区でのデスクワークに異動となった。

## 逮捕と裁判

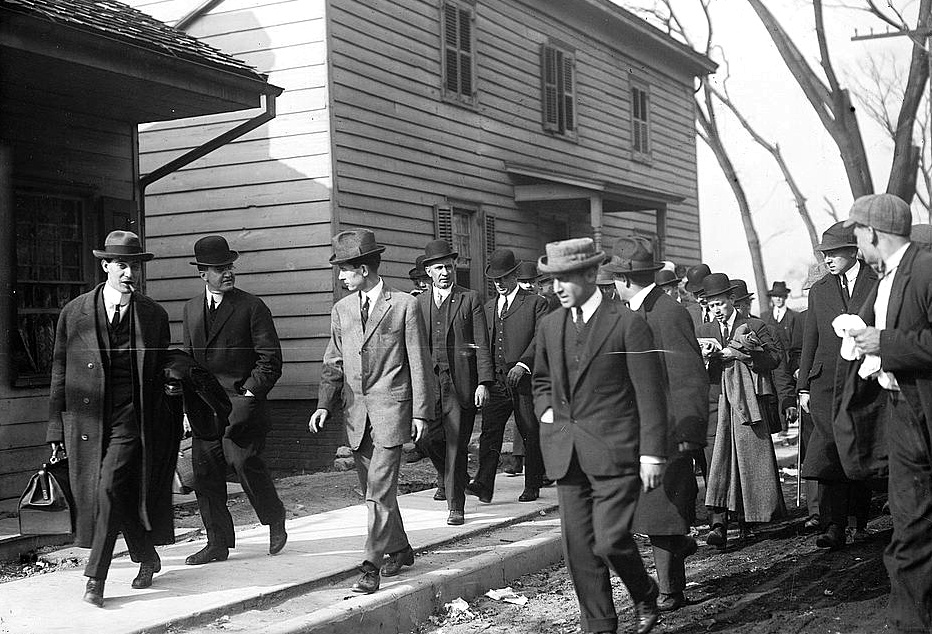
シンシン刑務所へ護送されるベッカー（中央）

1912年7月29日の勤務終了直後、ベッカーは地方検察局(District Attorney's Office)の特別捜査員らによって逮捕された。その後の裁判では第一級殺人罪で有罪判決を受けた。控訴審では裁判長ジョン・W・ゴフがベッカーに同情的だったこともあり、評決の後に有罪判決が覆されたものの、1914年の再審で改めて有罪判決が下った。1915年7月30日、ベッカーは自身の無罪を訴えながら、シンシン刑務所にて電気椅子による死刑に処された。1915年8月2日、ブロンクス区ウッドローン墓地に埋葬された。
電気椅子に掛けられたベッカーは死ぬまでに9分以上も苦しみ続けた。その後、彼の処刑は「シンシン始まって以来の下手くそな処刑」として知られていくことになる。

## 家族
チャールズの1人息子、ハワード・P・ベッカーはのちに社会学の教授となり、ウィスコンシン大学マディソン校で教鞭をとった。1人娘のシャーロット・ベッカーはチャールズの逮捕直前に生まれたが、1歳の誕生日を迎えることなく1913年に死去した。彼女はチャールズと同じ墓に埋葬された。

## 論争
その後、1927年のヘンリー・クレイン(Henry Klein)による主張を皮切りに、ベッカーが無実の罪で裁かれたと主張する者が何人か現れた。この主張によれば、ベッカーや彼の仲間の警官たちはローゼンソールのバックに何らかの大物が存在する事を知っており、ローゼンソールの仕事場所である通りからは距離をおいていたのだという。また、ホイットマン判事が自らの政治的野心に役立てるべくベッカーを事件に巻き込み、その為に証拠の捏造を行ったのだとも言われている。
ローゼンソール事件は多くの書籍の題材となった。マイケル・ブックマンの『God's Rat: Jewish Mafia on the Lower East Side』、マイク・ダッシュの『Satan's Circus.』などが知られる。また1999年に発表されたケヴィン・バーカーの小説『Dreamland』にも事件からの引用がある。F・スコット・フィッツジェラルドの小説『グレート・ギャツビー』でも、この事件を下敷きにした事件が描かれる。

### Books
- Cohen, Stanley, (2006) "The Execution of Officer Becker; The Murder of a Gambler, the Trial of a Cop, and the Birth of Organized Crime."
- Dash, Mike (2007).  "Satan's Circus: Murder, Vice, Police Corruption and New York's Trial of the Century"
- Klein, Henry (1927). Sacrificed: The Story of Police Lieut. Charles Becker. New York: Privately published.
- Logan, Andy (1970). Against The Evidence: The Becker-Rosenthal Affair. London: Weidenfeld & Nicolson.
- Pietrusza, David (2003) Rothstein: The Life, Times and Murder of the Criminal Genius Who Fixed the 1919 World Series. New York: Carroll & Graf. (contains a detailed chapter on the Becker-Rosenthal case)

### Articles
- "Three Platoon system urged by policemen." August 21, 1902. New York Times.
- Entire Force Of Patrolmen In Revolt April 6, 1902. New York Times
- The Strong Arm Squad a terror to the gangs. August 13, 1911. New York Times
- "My Story, by Mrs Charles Becker." December, 1914. McClure's Magazine.
- "The Becker case: view of 'The System.'" November 11, 1951. New York Times Magazine.